# Guillem Cabestany Vives
|  | No s'ha de confondre amb Guillem de Cabestany. |

Guillem Cabestany Vives (Sant Pere de Riudebitlles, 5 de maig del 1976) és un ex-jugador d'hoquei sobre patins i actualment és seleccionador absolut masculí nacional d’hoquei patins i director tècnic.

## Biografia
Cabestany va néixer el 5 de maig del 1976 a Sant Pere de Riudebitlles on va començar a patinar "de casualitat" amb amics del seu poble. Poc després va començar a jugar com a davanter de forma professional en el Club Patí Vilafranca (1994-1996), va continuar com a jugador al Club Esportiu Noia (1996-1997), el Hockey Club Liceo (1997-1998). La temporada següent, va tornar al Club Esportiu Noia (1998-1999), a l'Igualada Hoquei Club (1999-2005) equip amb el qual va guanyar una Copa Continental d'hoquei sobre patins masculina el 2000, el Reus Deportiu (2005-2007) on va guanyar una Copa espanyola d'hoquei sobre patins masculina (2005-2006), i una Supercopa espanyola d'hoquei sobre patins masculina (2006-2007). Finalment, va tornar altra vegada al Club Esportiu Noia (2007-2010) on va aconseguir una altra Copa espanyola d'hoquei sobre patins masculina (2007-2008) finalitzant la seva carrera com a jugador, i començant a ser entrenador.
La seva carrera professional com a entrenador va començar al Club d'Esports Vendrell (2010-2014), després se’n va anar d'Espanya i va començar a ser un entrenador internacional començant a Itàlia al Hockey Breganze (2014-2015), més tard va anar a Portugal a entrenar als jugadors del FC Porto (2015-2021), el 2021 va portar a la victòria a la Selecció d'hoquei sobre patins masculina d'Espanya al Campionat d'Europa d'hoquei sobre patins masculí.

## Títols

### Jugador[3]
| Títol                                               | Any     | Equip                                              |
| --------------------------------------------------- | ------- | -------------------------------------------------- |
| Lliga europea d'hoquei sobre patins masculina       | 1994-95 | Selecció d'hoquei sobre patins masculina d'Espanya |
| Copa Llatina d'hoquei Patins                        | 1995-96 | Selecció d'hoquei sobre patins masculina d'Espanya |
| Copa Continental d'hoquei sobre patins masculina    | 1999-00 | Igualada Hoquei Club                               |
| Campionat del Món d'hoquei sobre patins masculí     | 2001    | Selecció d'hoquei sobre patins masculina d'Espanya |
| Campionat d'Europa d'hoquei sobre patins masculí    | 2002    | Selecció d'hoquei sobre patins masculina d'Espanya |
| Copa espanyola d'hoquei sobre patins masculina      | 2005-06 | Reus Deportiu                                      |
| Supercopa espanyola d'hoquei sobre patins masculina | 2006-07 | Reus Deportiu                                      |
| Copa espanyola d'hoquei sobre patins masculina      | 2007-08 | Club Esportiu Noia                                 |

### Entrenador[5]
| Títol                                            | Pos.    | Equip                                              |
| ------------------------------------------------ | ------- | -------------------------------------------------- |
| World Skate Europe Cup                           | 2012-13 | Club d'Esports Vendrell                            |
| Copa espanyola d'hoquei sobre patins masculina   | 2012-13 | Club d'Esports Vendrell                            |
| Copa espanyola d'hoquei sobre patins masculina   | 2013-14 | Club d'Esports Vendrell                            |
| Copa italiana d'hoquei sobre patins              | 2014-15 | Hockey Breganze                                    |
| Supercopa italiana d'hoquei sobre patins         | 2014-15 | Hockey Breganze                                    |
| Copa portuguesa d'hoquei sobre patins masculina  | 2015-16 | FC Porto (hoquei patins)                           |
| Copa portuguesa d'hoquei sobre patins masculina  | 2016-17 | FC Porto (hoquei patins)                           |
| Supercopa António Livramento                     | 2016-17 | FC Porto (hoquei patins)                           |
| Lliga portuguesa d'hoquei sobre patins masculina | 2016-17 | FC Porto (hoquei patins)                           |
| Supercopa António Livramento                     | 2017-18 | FC Porto (hoquei patins)                           |
| Copa portuguesa d'hoquei sobre patins masculina  | 2017-18 | FC Porto (hoquei patins)                           |
| Lliga portuguesa d'hoquei sobre patins masculina | 2018-19 | FC Porto (hoquei patins)                           |
| Supercopa António Livramento                     | 2018-19 | FC Porto (hoquei patins)                           |
| Supercopa António Livramento                     | 2019-20 | FC Porto (hoquei patins)                           |
| Campionat d'Europa d'hoquei sobre patins masculí | 2020-21 | Selecció d'hoquei sobre patins masculina d'Espanya |